# آکاکی تسرتلی
آکاکی تْسْرِتِلی (به گرجی: აკაკი წერეთელი) یکی از شاعران محبوب گرجی و از افراد برجسته جنبش آزادی میهنی گرجستان بود.

## زندگینامه
او در روستای سخویتوری در ایمرتی زاده شد. تحصیلات دوره متوسطه را در دبیرستان کوتائیسی انجام داد. بعد از اتمام تحصیل در دانشکده خاورشناسی دانشگاه سن پترزبورگ، در سال ۱۸۶۲ به گرجستان بازگشت. اما هیچوقت در اداره دولتی خدمت نکرد. خلاق آزاده ذاتاً با مردم مرتبط بود در بلا ومصیبت با آنها شریک بود و از همواره از دگراندیشان و روشن فکران پشتیبانی می‌کرد. همراه ایلیا چاوچاوادزه رهبر جنبش آزادی بخش ملی سده نوزدهم بود.
آکاکی تسرتلی مؤلف اشعار معروف (جلوی شمایل مقدس، سحرگاه، چنگوری، سولیکو) منظومه‌ها (مربی، تورنیکه اریستاولی)، داستان‌ها (سرگذشت من، باشی آچوکی) فکاهی وطنزها (صحنه‌ای در زندان، قهری، کینتو) مقالات اجتماعی و سیاسی و مقالات فکاهی بود. آکاکی با لطیفه گویی و حاضرجوابی از سالهای جوانی توجه جامعه را به خود جلب کرد. وی سرچشمه‌ای ناخشکیدنی از ادبیات عامه بود – تأثیر زیاد فرهنگ عامه بر نوشته‌های او مشخص است - و در گردآوری آثار ادبیات عامه سهم بسزایی داشته است.